# Ignacio Rambla
Ignacio Rambla (n. 2 ianuarie 1964, Jerez de la Frontera, Andaluzia, Spania) este un sportiv ce a reprezentat Spania, medaliat olimpic. A participat la 2 ediții ale Jocurilor Olimpice (1996, 2004) în care a câștigat o medalie de argint.